# مولنارس‌خراف
مولنارس‌خراف (به هلندی: Molenaarsgraaf) یک منطقهٔ مسکونی در هلند است که در مولن‌وارد واقع شده‌است. مولنارس‌خراف ۱٬۰۸۶ نفر جمعیت دارد.